# Ozero Okunjovo (sjö i Vitryssland)
Ozero Okunjovo (ryska: Озеро Окунёво) är en sjö i Belarus.   Den ligger i voblasten Vitsebsks voblast, i den norra delen av landet, 180 km norr om huvudstaden Minsk. Ozero Okunjovo ligger 136 meter över havet.
I omgivningarna runt Ozero Okunjovo växer i huvudsak blandskog. Runt Ozero Okunjovo är det ganska tätbefolkat, med 72 invånare per kvadratkilometer.